# Tshepiso Masalela
Tshepiso Masalela (25 maggio 1999) è un mezzofondista botswano.
Ha vinto la medaglia di bronzo ai campionati africani negli 800 metri piani nel 2022.

## Progressione

### 800 metri piani
| Stagione | Misura  | Luogo         | Data       | Rank. Mond. |
| -------- | ------- | ------------- | ---------- | ----------- |
| 2023     | 1'44"03 | Bruxelles     | 8-9-2023   |             |
| 2022     | 1'46"40 | Potchefstroom | 6-4-2022   |             |
| 2021     | 1'46"34 | Pretoria      | 29-5-2021  |             |
| 2019     | 1'46"82 | Rabat         | 28-8-2019  |             |
| 2018     | 1'49"06 | Gaborone      | 14-12-2018 |             |
| 2017     | 1'49"40 | Gaborone      | 29-4-2017  |             |

### 1500 metri piani
| Stagione | Misura  | Luogo         | Data       | Rank. Mond. |
| -------- | ------- | ------------- | ---------- | ----------- |
| 2023     | 3'48"07 | Pretoria      | 21-1-2023  |             |
| 2022     | 3'44"74 | Gaborone      | 12-3-2022  |             |
| 2021     | 3'45"50 | Gaborone      | 23-1-2021  |             |
| 2020     | 3'44"23 | Maun          | 1-2-2020   |             |
| 2019     | 3'48"82 | Potchefstroom | 5-3-2019   |             |
| 2018     | 3'44"59 | Gaborone      | 12-12-2018 |             |
| 2017     | 3'53"11 | Gaborone      | 14-12-2017 |             |
| 2016     | 3'59"15 | Gaborone      | 21-5-2016  |             |

## Palmarès
| Anno | Manifestazione          | Sede         | Evento       | Risultato  | Prestazione | Note                          |
| ---- | ----------------------- | ------------ | ------------ | ---------- | ----------- | ----------------------------- |
| 2017 | Campionati africani U20 | Tlemcen      | 800 m piani  | 4º         | 1'50"73     |                               |
| 2017 | Campionati africani U20 | Tlemcen      | 4x400 m      | Argento    | 3'16"64     |                               |
| 2019 | Giochi panafricani      | Rabat        | 800 m piani  | 8º         | 1'46"82     | Miglior prestazione personale |
| 2019 | Giochi panafricani      | Rabat        | 1500 m piani | Batteria   | 3'50"29     | [ 1 ]                         |
| 2022 | Campionati africani     | Saint-Pierre | 800 m piani  | Bronzo     | 1'46"65     |                               |
| 2022 | Giochi del Commonwealth | Birmingham   | 800 m piani  | Batteria   | 1'49"12     | [ 2 ]                         |
| 2023 | Mondiali                | Budapest     | 800 m piani  | 6º         | 1'45"57     | [ 3 ] [ 4 ]                   |
| 2024 | Mondiali indoor         | Glasgow      | 800 m piani  | Semifinale | 1'48"44     |                               |
| 2024 | Giochi olimpici         | Parigi       | 800 m piani  | 7º         | 1'42"82     | Miglior prestazione personale |

## Campionati nazionali
- 3 volte campione nazionale botswano dei 800 m (2021, 2022, 2023)
- 3 volte campione nazionale botswano dei 1500 m (2019, 2022, 2023)

2019
- Oro ai campionati botswano (Francistown), 1500 m piani - 3'50"51

2021
- Oro ai campionati botswano (Gaborone), 800 m piani - 1'46"97

2022
- Oro ai campionati botswano (Francistown), 800 m piani - 1'46"79
- Oro ai campionati botswano (Francistown), 1500 m piani - 3'49"34

2023
- Oro ai campionati botswano (Gaborone), 800 m piani - 1'48"21
- Oro ai campionati botswano (Gaborone), 1500 m piani - 3'49"47

## Altre competizioni internazionali
2023
- Bronzo al Memorial Van Damme ( Bruxelles), 800 m piani - 1'44"03

2024
- Bronzo alla Xiamen Diamond League ( Xiamen), 800 m piani - 1'43"88
- Bronzo al Bauhaus-Galan ( Stoccolma), 800 m piani - 1'44"44

2025
- Oro al Doha Diamond League ( Doha), 800 m piani - 1'43"11
- Oro al Meeting international Mohammed VI d'athlétisme de Rabat ( Rabat), 800 m piani - 1'42"70